# Eremaeus roissi
Eremaeus roissi är en kvalsterart som beskrevs av Piffl 1966. Eremaeus roissi ingår i släktet Eremaeus och familjen Eremaeidae. Inga underarter finns listade i Catalogue of Life.